# Mittendrin und kein Entkommen
Mittendrin und kein Entkommen (Originaltitel: Stuck in the Middle) ist eine US-amerikanische Jugend-Sitcom, auf dem US-amerikanischen Disney Channel. Sie wird von International Donut Fund Productions und Horizon Productions produziert. Die Fernsehserie endete 2018 nach 59 Episoden in drei Staffeln.

## Handlung
Harley hat sechs Geschwister und lebt mit ihrer Familie im US-Bundesstaat Massachusetts. Sie versucht in ihrer Großfamilie als jemand Besonderes herauszustechen.

## Figuren

### Hauptfiguren
Harley Diaz, ein zu Beginn 12-jähriges Mädchen, das in einer Großfamilie mit sechs Geschwistern lebt. Sie ist bemüht, zwischen ihren Geschwistern nicht ständig von ihren Eltern übersehen zu werden. Sie ist eine Erfinderin.
Rachel Diaz, sehr eitel und das älteste Kind in der Familie. Sie hat einen Freund, den ihr Vater überhaupt nicht ausstehen kann.
Georgie Diaz, die Zweitälteste. Sie spielt in der Schul-Basketballmannschaft. Obwohl sie immer wieder im Sport verliert, schafft sie es immer wieder sich selbst zu motivieren.
Ethan Diaz, der älteste Sohn der Familie und insgesamt der Drittälteste. Sein Traum ist es, Musiker zu werden und er ermutigt Harley immer wieder.
Lewie Diaz, der 90 Sekunden ältere Zwillingsbruder von Beast. Er hält sich für den klügeren der beiden, und er ist es auch der die meisten Ideen hat, welche Regeln die zwei noch brechen können.
Beast Diaz, der 90 Sekunden jüngere Zwillingsbruder von Lewie. Er führt normalerweise die verrückten Einfälle von Lewie aus.
Daphne Diaz, die Jüngste in der Familie. Man darf sie für ihr Alter aber nicht unterschätzen, meistens schiebt sie ihre Schuld Harley in die Schuhe. Sie ist sehr gerissen, aber sie kann einen sehr niedlichen Blick, sodass ihr sofort jeder glaubt.
Suzy Diaz, die Mutter der Sieben. Sie nutzt jede Chance, um ein bisschen Ruhe vor ihren Kindern zu haben, selbst wenn sie dafür im Schrank sitzen muss.
Tom Diaz, der Vater der Kinder, betreibt einen Seemannsladen namens „Tom’s Bait & Bite“.

### Nebenfiguren
Bethany Peters, eine Nachbarin der Familie Diaz. Sie kritisiert immer wieder die Erziehungsmethoden von Suzy und Tom. Sie will ihre Tochter Ellie beschützen und lässt sie fast nie Spaß haben.
Ellie Peters, die Tochter von Bethany und die Nachbarin der Familie Diaz. Sie ist mit Harley befreundet und spielt gemeinsam mit Georgie in der Basketballmannschaft.

## Besetzung
Die Synchronisation der Serie wird bei der SDI Media Germany nach Dialogbüchern von Jesco Wirthgen, Josephine Schmidt, Sonja Tièschky und Benjamin Teichmann unter der Dialogregie von Sebastian Christoph Jacob erstellt.

### Haupt- und Nebenbesetzung
| Rollenname     | Schauspieler      | Hauptrolle | Nebenrolle                   | Synchronsprecher          |
| -------------- | ----------------- | ---------- | ---------------------------- | ------------------------- |
| Harley Diaz    | Jenna Ortega      | 1.01–      |                              |                           |
| Rachel Diaz    | Ronni Hawk        | 1.01–      |                              | Josephine Schmidt         |
| Ethan Diaz     | Isaak Presley     | 1.01–      |                              |                           |
| Daphne Diaz    | Ariana Greenblatt | 1.01–      |                              | Fanny Bräcklein           |
| Georgie Diaz   | Kayla Maisonet    | 1.01–      |                              | Jennifer Weiß             |
| Lewie Diaz     | Nicolas Bechtel   | 1.01–      |                              | Elias Chamlali            |
| Beast Diaz     | Malachi Barton    | 1.01–      |                              | Anton Ehrhorn             |
| Suzy Diaz      | Cerina Vincent    | 1.01–      |                              | Susanne Geier             |
| Tom Diaz       | Joe Nieves        | 1.01–      |                              | Sebastian Christoph Jacob |
| Bethany Peters | Lauren Pritchard  |            | 1, 3, 5                      |                           |
| Ellie Peters   | Lulu Lambros      |            | 1.01, 1.03, 1.05, 1.08, 1.09 | Miria Haseney             |

### Gastrollen
| Rollenname | Schauspieler   | Gastrolle | Synchronsprecher |
| ---------- | -------------- | --------- | ---------------- |
| Cuff       | Brett Pierce   | 1         |                  |
| Bai Hsu    | Alex Shimizu   | 3         |                  |
| Usher      | Matt Webb      | 4         |                  |
| Tony       | Joel Steingold | 6         |                  |

## Produktion und Ausstrahlung
Die Produktion der Serie begann im November 2015. Die erste Folge von Stuck in the Middle wurde am 14. Februar 2016 in den Vereinigten Staaten und Kanada auf dem Disney Channel ausgestrahlt. Die restliche erste Staffel wurde vom 11. März 2016 bis zum 22. Juli 2016 ausgestrahlt.
Die zweite Staffel feierte ihre Premiere am 3. Februar 2017 auf dem Disney Channel und lief bis zum 27. Oktober 2017. Die dritte und finale Staffel startete am  8. Dezember 2017 auf dem Disney Channel. Das Serienfinale lief am 23. Juli 2018.
In Deutschland wurde die erste Staffel vom 6. März 2017 bis zum 28. März auf dem deutschen Disney Channel ausgestrahlt. Vom 3. November 2017 bis zum 10. Januar 2020 wurde die zweite Staffel auf der deutschen Disney Channel App ausgestrahlt.

## Episodenliste

### Staffel 1
| Nr. (ges.) | Nr. (St.) | Deutscher Titel                                                         | Originaltitel                    | Erstausstrahlung USA | Deutschsprachige Erstausstrahlung (D) | Regie         | Drehbuch                            |
| ---------- | --------- | ----------------------------------------------------------------------- | -------------------------------- | -------------------- | ------------------------------------- | ------------- | ----------------------------------- |
| 1          | 1         | Mittendrin in der Mitte Mittendrin und kein Entkommen (Alternativtitel) | Stuck in the Middle              | 14. Feb. 2016        | 6. März 2017                          | Jon Rosenbaum | Alison Brown                        |
| 2          | 2         | Mittendrin im Geburtstagsrummel                                         | Stuck in the Sweet Seat          | 11. März 2016        | 7. März 2017                          | Jon Rosenbaum | Erika Kaestle & Patrick McCarthy    |
| 3          | 3         | Mittendrin im Sofachaos                                                 | Stuck with a Guy on the Couch    | 18. März 2016        | 8. März 2017                          | David Kendall | Denise Moss                         |
| 4          | 4         | Mittendrin im Erfinderwahn                                              | Stuck at the Movies              | 25. März 2016        | 9. März 2017                          | Jon Rosenbaum | David McHugh & Matt Flanagan        |
| 5          | 5         | Mitten in der Vorbereitung                                              | Stuck in the Block Party         | 1. Apr. 2016         | 10. März 2017                         | David Kendall | Allan Rice                          |
| 6          | 6         | Mittendrin im Slushywahnsinn                                            | Stuck in the Slushinator         | 8. Apr. 2016         | 13. März 2017                         | Jon Rosenbaum | Lance Whinery                       |
| 7          | 7         | Mittendrin im Muttertagsstress                                          | Stuck in the Mother’s Day Gift   | 29. Apr. 2016        | 14. März 2017                         | Jon Rosenbaum | Linda Videtti Figueiredo            |
| 8          | 8         | Mittendrin im Muttertagsstress                                          | Stuck in Harley’s Comet          | 13. Mai 2016         | 15. März 2017                         | Paul Hoen     | Denise Moss                         |
| 9          | 9         | Mittendrin im Freiheitskampf                                            | Stuck with Mom’s New Friend      | 20. Mai 2016         | 16. März 2017                         | Jon Rosenbaum | Linda Videtti Figueiredo            |
| 10         | 10        | Mittendrin und doch daneben                                             | Stuck with My Sister’s Boyfriend | 3. Juni 2016         | 17. März 2017                         | Jon Rosenbaum | David McHugh & Matt Flanagan        |
| 11         | 11        | Mittendrin im Kochwettstreit                                            | Stuck with a Winner              | 10. Juni 2016        | 20. März 2017                         | Linda Mendoza | Jess Pineda                         |
| 12         | 12        | Mittendrin im sturmfreien Haus                                          | Stuck with No Rules              | 17. Juni 2016        | 21. März 2017                         | Paul Hoen     | Erika Kaestle & Patrick McCarthy    |
| 13         | 13        | Mittendrin im Geschwisterstreit                                         | Stuck in the Harley Car          | 18. Juli 2016        | 22. März 2017                         | Jon Rosenbaum | Allan Rice                          |
| 14         | 14        | Mittendrin im Schlamassel                                               | Stuck in Lockdown                | 19. Juli 2016        | 23. März 2017                         | Linda Mendoza | Julia Ahumada Grob & Bryan Larrivee |
| 15         | 15        | Mittendrin im Fahrschulwirrwarr                                         | Stuck Without a Ride             | 20. Juli 2016        | 24. März 2017                         | Jon Rosenbaum | Lance Whinery                       |
| 16         | 16        | Mittendrin im Geburtstagsgewitter                                       | Stuck in the Quinceañera         | 21. Juli 2016        | 27. März 2017                         | Erika Kaestle | Erika Kaestle & Patrick McCarthy    |
| 17         | 17        | Mittendrin im Showbusiness                                              | Stuck in the Diaz of Our Lives   | 22. Juli 2016        | 28. März 2017                         | Erika Kaestle | Linda Videtti Figueiredo            |

### Staffel 2
| Nr. (ges.) | Nr. (St.) | Deutscher Titel                        | Originaltitel                          | Erstausstrahlung USA | Deutschsprachige Erstausstrahlung (D) | Regie               | Drehbuch                          |
| ---------- | --------- | -------------------------------------- | -------------------------------------- | -------------------- | ------------------------------------- | ------------------- | --------------------------------- |
| 18         | 1         | Mittendrin im Wasserpark – Teil 1      | Stuck in the Waterpark – The Movie (1) | 3. Feb. 2017         | 3. Nov. 2017                          | David Kendall       | Linda Videtti Figueiredo          |
| 19         | 2         | Mittendrin im Wasserpark – Teil 2      | Stuck in the Waterpark – The Movie (2) | 3. Feb. 2017         | 3. Nov. 2017                          | David Kendall       | Linda Videtti Figueiredo          |
| 20         | 3         | Mittendrin im Filmgeschäft             | Stuck in a Commercial                  | 10. Feb. 2017        | 3. Nov. 2017                          | Joe Menendez        | Erika Kaestle & Patrick McCarthy  |
| 21         | 4         | Mittendrin im Fotowahnsinn             | Stuck in the School Photo              | 17. Feb. 2017        | 30. Aug. 2018                         | Mike Mariano        | David McHugh & Matt Flanagan      |
| 22         | 5         | Mittendrin im Slushy-Krieg             | Stuck in a Slushy War                  | 24. Feb. 2017        | 30. Aug. 2018                         | David Kendall       | Denise Moss                       |
| 23         | 6         | Mittendrin im Schlussverkauf           | Stuck in the Garage Sale               | 3. März 2017         | 30. Aug. 2018                         | Eric Dean Seaton    | Allan Rice                        |
| 24         | 7         | Mittendrin im Osterstress              | Stuck in the Diaz Easter               | 7. Apr. 2017         | 30. Aug. 2018                         | Joe Menendez        | Lance Whinery                     |
| 25         | 8         | Mittendrin im Party-Stress             | Stuck in the Beast-Day Party           | 14. Apr. 2017        | 30. Aug. 2018                         | Mike Mariano        | Erika Kaestle & Patrick McCarthy  |
| 26         | 9         | Mittendrin und analog                  | Stuck without Devices                  | 21. Apr. 2017        | 27. Dez. 2019                         | David Kendall       | David McHugh & Matt Flanagan      |
| 27         | 10        | Mittendrin im Scheinwerferlicht        | Stuck with a Boy Genius                | 28. Apr. 2017        | 27. Dez. 2019                         | Victor Nelli        | Denise Moss                       |
| 28         | 11        | Mittendrin im Internat                 | Stuck with a Bad Influence             | 2. Juni 2017         | 27. Dez. 2019                         | Jon Rosenbaum       | Allan Rice                        |
| 29         | 12        | Mittendrin im Ehrenamt                 | Stuck in a Good Deed                   | 9. Juni 2017         | 13. Sep. 2018                         | Melissa Kosar       | Denise Moss                       |
| 30         | 13        | Mittendrin im Familientanz             | Stuck Dancing with My Dad              | 16. Juni 2017        | 13. Sep. 2018                         | Carlos González     | Erika Kaestle & Patrick McCarthy  |
| 31         | 14        | Mittendrin im olympischen Dinner       | Stuck in a Gold Medal Performance      | 23. Juni 2017        | 3. Jan. 2020                          | David Kendall       | Lance Whinery                     |
| 32         | 15        | Mittendrin im Zimmerwettstreit         | Stuck in a New Room                    | 15. Sep. 2017        | 3. Jan. 2020                          | David Kendall       | Linda Videtti Figueiredo          |
| 33         | 16        | Mittendrin im Spielhaus                | Stuck with a Dangerous House           | 22. Sep. 2017        | 13. Sep. 2018                         | David Kendall       | Linda Videtti Figueiredo          |
| 34         | 17        | Mittendrin im Freundschafts-Wettstreit | Stuck with a New Friend                | 29. Sep. 2017        | 3. Jan. 2020                          | Erika Kaestle       | Erika Kaestle & Patrick McCarthy  |
| 35         | 18        | Mittendrin im Halloween-Schrecken      | Stuck in a Merry Scary                 | 6. Okt. 2017         | 27. Dez. 2019                         | David Kendall       | Linda Videtti Figueiredo          |
| 36         | 19        | Mittendrin in der Urlaubsplanung       | Stuck with a Hook, Line and Sinker     | 13. Okt. 2017        | 13. Sep. 2018                         | Julian Petrillo     | Jessica Charles & Miguel Ian Raya |
| 37         | 20        | Mittendrin im Babysitter-Alptraum      | Stuck in the Babysitting Nightmare     | 20. Okt. 2017        | 13. Sep. 2018                         | David Kendall       | David McHugh & Matt Flanagan      |
| 38         | 21        | Mittendrin bei den Diaz Awards         | Stuck in the Diaz Awards               | 27. Okt. 2017        | 10. Jan. 2020                         | Leslie Kolins Small | Bryan Larrivee                    |

### Staffel 3
| Nr. (ges.) | Nr. (St.) | Deutscher Titel | Originaltitel                      | Erstausstrahlung USA | Deutschsprachige Erstausstrahlung (D) | Regie               | Drehbuch                         |
| ---------- | --------- | --------------- | ---------------------------------- | -------------------- | ------------------------------------- | ------------------- | -------------------------------- |
| 39         | 1         | —               | Stuck at Christmas – The Movie (1) | 8. Dez. 2017         | —                                     | David Kendall       | Linda Videtti Figueiredo         |
| 40         | 2         | —               | Stuck at Christmas – The Movie (2) | 8. Dez. 2017         | —                                     | David Kendall       | Linda Videtti Figueiredo         |
| 41         | 3         | —               | Stuck with Rachel's Secret         | 19. Jan. 2018        | —                                     | Jon Rosenbaum       | Erika Kaestle & Patrick McCarthy |
| 42         | 4         | —               | Stuck with a Diaz Down             | 26. Jan. 2018        | —                                     | Mike Mariano        | David McHugh & Matt Flanagan     |
| 43         | 5         | —               | Stuck in Camp Chaos                | 2. Feb. 2018         | —                                     | Eric Dean Seaton    | Lance Whinery                    |
| 44         | 6         | —               | Stuck with Harley's Bethany        | 9. Feb. 2018         | —                                     | David Kendall       | Allan Rice                       |
| 45         | 7         | —               | Stuck in a Nice Relationship       | 9. März 2018         | —                                     | Carlos González     | David Baldy                      |
| 46         | 8         | —               | Stuck with Horrible Helpers        | 16. März 2018        | —                                     | David Kendall       | Erika Kaestle & Patrick McCarthy |
| 47         | 9         | —               | Stuck in a Mysterious Robbery      | 23. März 2018        | —                                     | Leslie Kolins Small | David McHugh & Matt Flanagan     |
| 48         | 10        | —               | Stuck in a Besties Battle          | 30. März 2018        | —                                     | Jon Rosenbaum       | Lance Whinery                    |
| 49         | 11        | —               | Stuck in Spring Break              | 6. Apr. 2018         | —                                     | Jon Rosenbaum       | David Baldy                      |
| 50         | 12        | —               | Stuck with a New Squad             | 13. Apr. 2018        | —                                     | Mike Mariano        | Allan Rice                       |
| 51         | 13        | —               | Stuck with a Non-Diaz              | 26. Juni 2018        | —                                     | David Kendall       | Erica Kaestle & Patrick McCarthy |
| 52         | 14        | —               | Stuck in the Dark                  | 28. Juni 2018        | —                                     | Jon Rosenbaum       | David McHugh & Matthew Flanaghan |
| 53         | 15        | —               | Stuck with No Escape               | 3. Juli 2018         | —                                     | Mike Mariano        | Jessica Charles                  |
| 54         | 16        | —               | Stuck Wrestling Feelings           | 5. Juli 2018         | —                                     | Aprill Winney       | Bryan Larrivee                   |
| 55         | 17        | —               | Stuck Without the Perfect Gift     | 10. Juli 2018        | —                                     | Mike Mariano        | Erika Kaestle & Patrick McCarthy |
| 56         | 18        | —               | Stuck in Diaz Cout                 | 12. Juli 2018        | —                                     | Julian Petrillo     | Linda Videtti Figueiredo         |
| 57         | 19        | —               | Stuck in Dad's Birthday            | 17. Juli 2018        | —                                     | Leslie Kolins Small | David McHugh & Matt Flanagan     |
| 58         | 20        | —               | Stuck in a Fake Out                | 19. Juli 2018        | —                                     | Erika Kaestle       | Linda Videtti Figueiredo         |
| 59         | 21        | —               | Stuck in Harley's Quinceañera      | 23. Juli 2018        | —                                     | David Kendall       | Linda Videtti Figueiredo         |